# Juan de Villanueva
Juan de Villanueva (Madrid, 15 de setembre de 1739 - aneu., 22 d'agost de 1811). Va ser un arquitecte espanyol, màxim exponent de l'arquitectura neoclàssica.

## Vida
Fill de l'escultor Juan de Villanueva y Bardales i germà de l'arquitecte Diego de Villanueva, qui va ser a més del seu mestre, el seu protector.
Amb tan sols 11 anys va ingressar com a alumne de la Reial Acadèmia de Belles Arts de San Fernando. El 1758 es va traslladar a Roma, on va romandre set anys com a pensionista de la Reial Acadèmia de Belles Arts de San Fernando per completar la seva formació quan va tornar el 1765 a Espanya.
Un any després va emprendre un viatge per Còrdova i Granada, junt amb José d'Hermosilla i Juan Pedro Arnal, per dibuixar les "antiguitats àrabs" (els dibuixos d'aquest viatge es van publicar el 1804).
Instal·lat a Madrid, va ser nomenat acadèmic de Mèrit de l'Acadèmia de San Fernando. El 1777, Carlos III el va anomenar arquitecte del príncep i els infants. En endavant treballaria gairebé en exclusiva per a la casa reial. Des de 1781 va ser arquitecte encarregat del Monestir de l'Escorial; Carlos IV li va anomenar arquitecte major.

## Obra
El seu estil, de gran severitat i sentit de les proporcions, es caracteritza com una síntesi entre l'estil herrerià i el neoclassicisme. En efecte, es considera que les seves màximes influències són Juan Bautista de Toledo i Juan de Herrera, artífexs del Monestir d'El Escorial.
El 1771 construeix la Casa d'Infants en el Real Sitio de Aranjuez; el 1772, la Caseta del Príncep en El Pardo; el 1773, la Caseta de Dalt (amb una organització palladiana i una accentuada plasticitat en el tractament del pòrtic d'accés), per al seu ús per l'infant Gabriel de Borbó, i la Caseta de Baix (o del Príncep), ambdues en el Monestir de l'Escorial.
El 1768, va ser nomenat arquitecte de la comunitat de monjos jerònims del Monestir de l'Escorial, on va completar el tancament de la Llotja, un espai que voreja l'esmentat edifici pels seus costats nord i oest. La seva primera gran obra d'envergadura, la Casa dels Infants i de la Reina (situada al costat de la façana septentrional del monestir), la va escometre el 1769. Setze anys més tard, el 1785, va dissenyar la Tercera Casa d'Oficis, en la qual va mantenir la línia austera de Juan de Herrera, autor de la Primera i Segona Casa d'Oficis (1587).

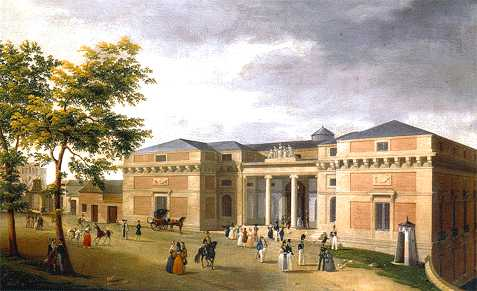
Aspecte de la façana de Goya del Museu del Prado, segons projecte de Villanueva. Es tracta de la seva obra mestra.

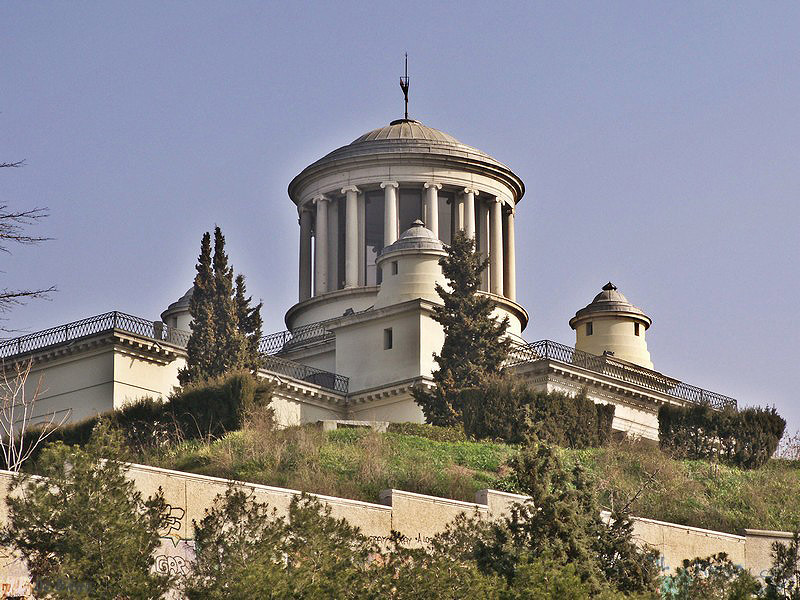
Observatori Astronòmic de Madrid

Tanmateix, la seva obra mestra és l'edifici del Gabinet d'Història Natural, avui Museu del Prado (amb projecte de 1785 i 1787), va ser convertit en Museu d'Art el 1814, és un dels més bells edificis del neoclàssic espanyol. L'ara conegut com a Edifici Villanueva resumeix a la perfecció l'estil de Villanueva: predomini de les línies rectes i disposició rigorosament simètrica dels elements arquitectònics. Es tracta d'un edifici de traces monumentals organitzat en cinc cossos, dos d'ells com nexes d'unió del cos central (rematat amb una sala basilical) i els extrems laterals. Els seus materials preferits van ser el granit i la pedra blanca, amb els quals va construir edificis d'enorme austeritat ornamental, en els quals l'harmonia prové en exclusiva de la combinació de les formes arquitectòniques (columnes, frontons, finestres).

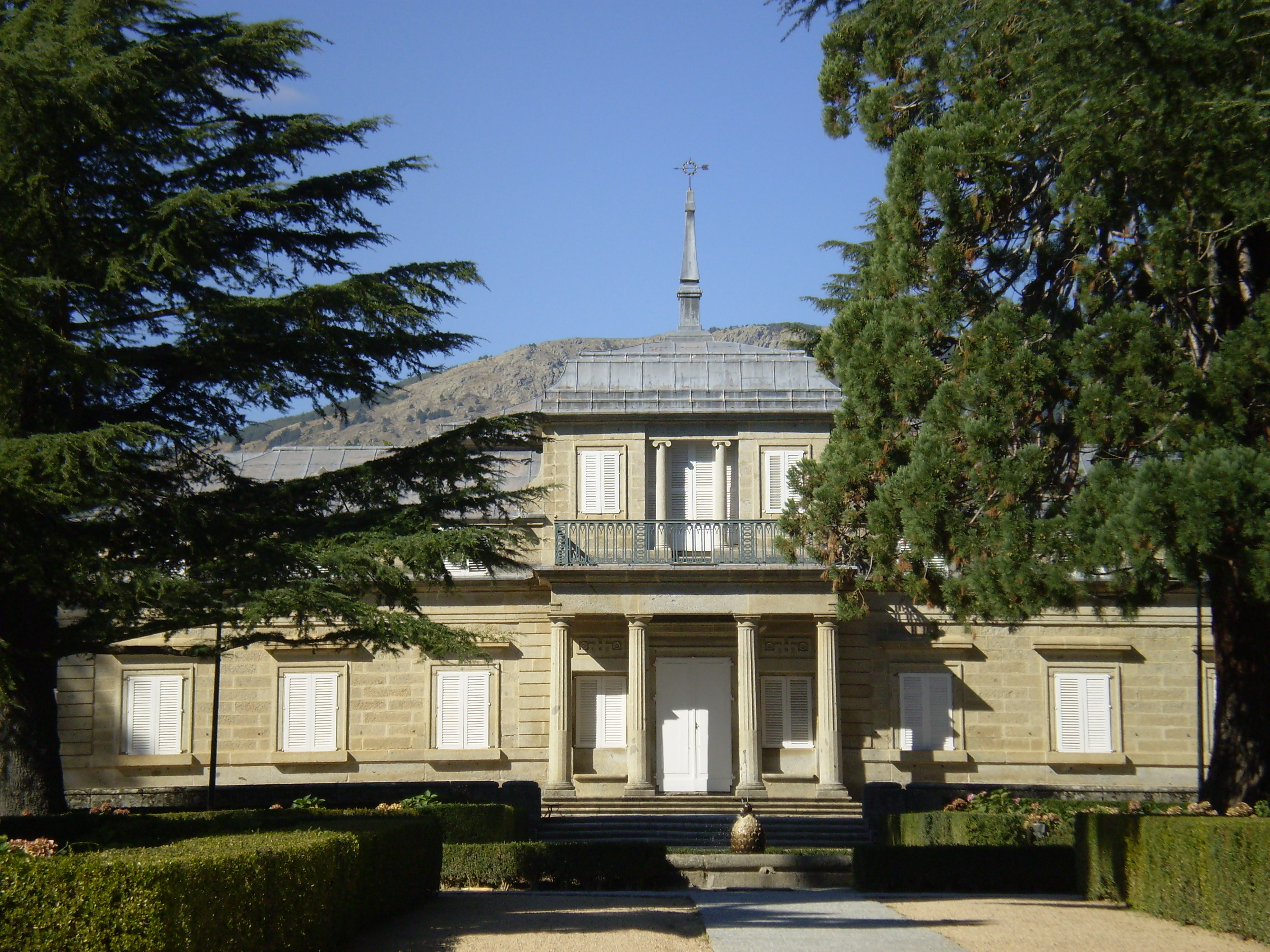
Caseta de Baix, a El Escorial

Va ser un arquitecte prolífic, al que es deuen també l'edifici de la Reial Acadèmia de la Història, l'Oratori del Cavaller de Gràcia (un temple neoclàssic de planta basilical, ajustat a un solar estretíssim, rematat per un absis semicircular i una cúpula oval sobre el creuer) i l'Observatori Astronòmic (un edifici de planta central amb un gran pòrtic d'accés i un característic templet circular jònic com a coronació) situat als Jardins del Retiro, tots a la ciutat de Madrid. També és en gran part obra seva la imatge actual de la Plaça Major de Madrid, que va reconstruir després de l'incendi de 1790, tancant el vell recinte urbà a través de grans arcades i homogeneïtzant l'altura del caseriu. Arran d'aquestes obres sorgiran l’Arco de Cuchilleros i el portal de Cofreros.
En 1798 es va inaugurar a Oviedo una obra realitzada per Juan de Villanueva, el Monument a Gaspar Melchor de Jovellanos, que va constituir el primer monument públic que es dedicava a un particular a Espanya. El monument ha sofert diferents trasllats i vicissituds, podent-se contemplar en l'actualitat en un racó lateral del monestir de San Pelayo d'Oviedo, en l'actual carrer de Jovellanos d'aquesta ciutat.
El 1810, un any abans de la seva mort, va ser excavada la Gruta del Camp del Moro, un dels seus últims dissenys. Es tracta d'un passadís subterrani, que es conserva parcialment, mitjançant el qual es comunicava la façana occidental del Palau Reial de Madrid amb els jardins de la Casa de Campo.
Villanueva va tenir una intensa activitat arquitectònica a Madrid, ciutat a la qual va contribuir a donar el nou aspecte d'urbs moderna i monumental que desitjava Carles III per a la seva capital. Va ser l'arquitecte que, amb el seu estil personal no exempt d'influències locals, millor va saber traslladar a Espanya els postulats teòrics del neoclassicisme europeu.

## Obres de Juan de Villanueva
| Any             | Nom                                                                             | Ubicació                   | Descripció | Estat | Foto exterior              | Foto interior |
| --------------- | ------------------------------------------------------------------------------- | -------------------------- | --- | --- | -------------------------- | ------------- |
| 1769            | Casa de los Infantes y de la Reina                                              | San Lorenzo de El Escorial | Per a hostatjar els servents dels infants durant l'estada de la família reial al lloc. | Bo |                            |               |
| 1771-1773       | Casita del Infante o Casita de Arriba                                           | San Lorenzo de El Escorial | Per a l'infant Gabriel de Borbó, fill de Carles III d'Espanya | Bo |                            |               |
| 1771-1775       | Casita del Príncipe o Casita de Abajo                                           | San Lorenzo de El Escorial | Per al príncep Carles, després Carles IV d'Espanya | Bo |                            |               |
| 1782-1795       | Oratorio del Caballero de Gracia                                                | Madrid                     | Per a la Real, Antigua y Venerable Congregación de Indignos Esclavos del Santísimo Sacramento. Acabada per Juan Pedro Arnal. La façana no es construí fins 1830, seguint el projecte original. | Bo |                            |               |
| 1783            | Canal del Gran Prior                                                            | Argamasilla de Alba        | Reforma i ampliació de la séquia. | Bo | Canal al seu pas pel poble |               |
| 1784            | Casita del Príncipe (Palau Reial d'El Pardo)                                    | Madrid                     | Per al príncep Carles, després Carles IV d'Espanya | Bo |                            |               |
| 1785-1789       | Reial Jardí Botànic                                                             | Madrid                     | Segon projecte, definitiu, del jardí, reformant-ne el de Sabatini. Projecta la porta de Murillo i el pavelló d'hivernacle.                                                                     | Bo; el pavelló, Pabellón Villanueva, acull la biblioteca i l'àrea científica del jardí.                                               |                            |               |
| 1785-1818       | Museu del Prado                                                                 | Madrid                     | Concebut per al Real Gabinete de Historia Natural, esdevé museu de pintura el 1819. Successivament ampliat i reformat.                                                                         | Bo, amb ampliacions posteriors |                            |               |
| 1785-1797       | Tercera Casa de Oficios                                                         | San Lorenzo de El Escorial | Per a hostatjar el primer secretari d'Estat. | Bo; avui, edifici d'habitatges | Edifici                    |               |
| 1785, 1789-1810 | Escuela de Guardiamarinas                                                       | Cartagena                  | | Bo; avui, seu dels serveis generals de l'Armada.                                                                                      | Exterior                   |               |
| 1789            | Casa del Nuevo Rezado                                                           | Madrid                     | Construïda per a dipòsit dels llibres de la nova litúrgia, venuts pels frares d'El Escorial. Fou reformat per Eduardo Saavedra entre 1871 i 1874.                                              | Bo; des de 1871, Reial Acadèmia de la Història                                                                                        |                            |               |
| 1789            | Galeria de columnes de la Casa de la Vila, antiga seu de l'Ajuntament de Madrid | Madrid                     | Galeria de columnes toscanes. | Bo |                            |               |
| 1790-1846       | Reial Observatori Astronòmic                                                    | Madrid                     | | Bo; avui, biblioteca i museu de la institució.                                                                                        |                            |               |
| 1791            | Reconstrucció de la Plaza Mayor                                                 | Madrid                     | Reconstrucció després de l'incendi de 1791; Villanueva tanca els quatre costats amb arcades que comuniquen amb els carrers.                                                                    | Bo. |                            |               |
| 1803            | Séquia del Rei                                                                  | Villena                    | De 10 km, fou construït per a dessecar l'estany de Villena. | | Canal                      |               |
| 1804            | Teatro del Príncipe (avui Teatro Español)                                       | Madrid                     | Reconstrucció després de l'incendi de 1802. | Bo; la façana segueix les línies generals de Villanueva, però l'interior, refet després d'incendis posteriors, és totalment diferent. |                            |               |
| 1804-1809       | Cementiri del Nord                                                              | Madrid                     | Reconstrucció després de l'incendi de 1802. | Desaparegut | Projecte                   |               |
| 1807            | Palacio de las Columnas o dels Condes de Luque                                  | Granada                    | Se li atribueix, tot i que no n'hi proves documentals. | Bo; avui és l'Escuela Universitaria de Traducción e Interpretación de la Universidad de Granada.                                      |                            |               |
| 1810            | Gruta del Campo del Moro                                                        | Madrid                     | Passadís subterrani entre el Palau Reial i els jardins, concebut com a via de fugida en cas necessari.                                                                                         | Conservat en part. | Sortida al jardí           |               |